# Hon’inbō (Turnier)
Das Hon’inbō (jap. 本因坊, Hon’inbō) ist weltweit das älteste Turnier im Brettspiel Go und wird jährlich in Japan seit 1941 ausgetragen. Neben dem Kisei und Meijin zählt das Hon’inbō zu den wichtigsten drei japanischen Go-Turnieren und ist mit einem Preisgeld von 32 Millionen Yen (ca. 220.280 Euro) versehen.

## Turniermodus
Der Titelträger des Vorjahres wird von dem Gewinner der Vorauscheidungskämpfe herausgefordert. Herausforderer und aktueller Titelträger spielen sieben Partien mit jeweils 8 Stunden Bedenkzeit gegeneinander. Der Spieler mit den meisten gewonnenen Partien gewinnt das Turnier und trägt offiziell den Titel des Hon’inbō.

## Titelträger
- 1941 – Sekiyama Riichi
- 1943 – Hashimoto Utaro
- 1945 und 1947 – Iwamoto Kaoru
- 1950 und 1951 – Hashimoto Utaro
- 1952 bis 1960 – Takagawa Kaku
- 1961 bis 1967 – Sakata Eio
- 1968 bis 1970 – Rin Kaiho
- 1971 bis 1975 – Ishida Yoshio
- 1976 – Takemiya Masaki
- 1977 bis 1979 – Kato Masao
- 1980 – Takemiya Masaki
- 1981 und 1982 – Cho Chikun
- 1983 und 1984 – Rin Kaiho
- 1985 bis 1988 – Takemiya Masaki
- 1989 bis 1998 – Cho Chikun
- 1999 – Cho Sonjin
- 2000 und 2001 – O Meien
- 2002 – Kato Masao
- 2003 und 2004 – Cho U
- 2005 bis 2007 – Takao Shinji
- 2008 und 2009 – Hane Naoki
- 2010 und 2011 – Yamashita Keigo
- 2012 bis 2022 – Yuta Iyama